# Pacific Nations Cup 2015
Der Pacific Nations Cup 2015 war die zehnte Ausgabe des Rugby-Union-Turniers Pacific Nations Cup. Beteiligt waren die Nationalmannschaften von Fidschi, Japan, Kanada, Samoa, Tonga und den USA. Zwischen dem 18. Juli und 3. August 2015 fanden zwölf Spiele statt. Dabei wurden die Mannschaften in zwei Gruppen mit je drei Teams eingeteilt und jedes Team trat je einmal gegen die drei Teams aus der anderen Gruppe an. Nach der Gruppenphase spielten sie um ihre Endplatzierung. Den Titel sicherte sich zum zweiten Mal Fidschi.

## Tabelle
Gesamttabelle
|    | Land               | Spiele | Siege | Unent. | Ndlg. | Spiel- punkte | Diff. | Bonus- punkte | Tabellen- punkte |
| -- | ------------------ | ------ | ----- | ------ | ----- | ------------- | ----- | ------------- | ---------------- |
| 1. | Fidschi            | 3      | 2     | 1      | 0     | 87:74         | + 13  | 1             | 11               |
| 2. | Samoa              | 3      | 2     | 1      | 0     | 72:66         | + 6   | 1             | 11               |
| 3. | Tonga              | 3      | 2     | 0      | 1     | 83:67         | + 16  | 0             | 8                |
| 4. | Japan              | 3      | 1     | 0      | 2     | 60:56         | + 4   | 2             | 6                |
| 5. | Vereinigte Staaten | 3      | 1     | 0      | 2     | 58:72         | − 14  | 1             | 5                |
| 6. | Kanada             | 3      | 0     | 0      | 3     | 44:69         | − 25  | 1             | 1                |

Gruppe 1
|    | Land   | Spiele | Siege | Unent. | Ndlg. | Spiel- punkte | Diff. | Bonus- punkte | Tabellen- punkte |
| -- | ------ | ------ | ----- | ------ | ----- | ------------- | ----- | ------------- | ---------------- |
| 1. | Samoa  | 3      | 2     | 1      | 0     | 72:66         | + 6   | 1             | 11               |
| 2. | Tonga  | 3      | 2     | 0      | 1     | 83:67         | + 16  | 0             | 8                |
| 3. | Kanada | 3      | 0     | 0      | 3     | 44:69         | − 25  | 1             | 1                |

Gruppe 2
|    | Land               | Spiele | Siege | Unent. | Ndlg. | Spiel- punkte | Diff. | Bonus- punkte | Tabellen- punkte |
| -- | ------------------ | ------ | ----- | ------ | ----- | ------------- | ----- | ------------- | ---------------- |
| 1. | Fidschi            | 3      | 2     | 1      | 0     | 87:74         | + 13  | 1             | 11               |
| 2. | Vereinigte Staaten | 3      | 1     | 0      | 2     | 58:72         | − 14  | 1             | 5                |
| 3. | Japan              | 3      | 1     | 0      | 2     | 60:56         | + 4   | 2             | 6                |

## Ergebnisse

### Gruppenphase
| 18. Juli 2015 15:00 FJT | Fidschi | 30 : 22 | Tonga | National Stadium, Suva Zuschauer: 3.000 Schiedsrichter: Chris Pollock (Neuseeland) |
| 18. Juli 2015 15:00 FJT | Versuche: Seniloli 38. erh. Nayacalevu 72. erh. Ravai 80. erh. Erhöhungen: Volavola (3/3) Straftritte: Volavola (3/4) 23., 54., 61. | Bericht | Versuche: Vainikolo 5. n.erh. Veainu 47. erh. Takulua 65. erh. Erhöhungen: Lilo (1/1) Morath (1/1) Straftritte: Lilo (1/1) 41. | National Stadium, Suva Zuschauer: 3.000 Schiedsrichter: Chris Pollock (Neuseeland) |

| 18. Juli 2015 17:00 PDT | Kanada                              | 6 : 20  | Japan                                                                          | Avaya Stadium, San José Zuschauer: 8.900 Schiedsrichter: Luke Pearce (England) |
| 18. Juli 2015 17:00 PDT | Straftritte: McRorie (2/2) 17., 61. | Bericht | Versuche: Fujita 13. n.erh. Straftritte: Gorōmaru (5/6) 5., 45., 54., 64., 66. | Avaya Stadium, San José Zuschauer: 8.900 Schiedsrichter: Luke Pearce (England) |

| 18. Juli 2015 19:00 PDT | Vereinigte Staaten                                                                                 | 16 : 21 | Samoa | Avaya Stadium, San José Zuschauer: 10.017 Schiedsrichter: JP Doyle (England) |
| 18. Juli 2015 19:00 PDT | Versuche: Lamositele 74. erh. Erhöhungen: MacGinty (1/1) Straftritte: MacGinty (3/4) 22., 55., 64. | Bericht | Versuche: Tuilagi 32. erh. Tuala 37. n.erh. Erhöhungen: Fa’apale (1/2) Straftritte: Fa’apale (3/4) 4., 15., 24. | Avaya Stadium, San José Zuschauer: 10.017 Schiedsrichter: JP Doyle (England) |

| 24. Juli 2015 17:00 PDT | Fidschi | 30 : 30 | Samoa | Bonney Field, Sacramento Zuschauer: 5.500 Schiedsrichter: JP Doyle (England) |
| 24. Juli 2015 17:00 PDT | Versuche: Nakarawa (2) 10. n.erh., 13. erh. Talebula 35. n.erh. Lovobalavu 42. erh. Erhöhungen: Volavola (2/4) Straftritte: Volavola (2/3) 49., 76. | Bericht | Versuche: Perez (2) 20. erh., 62. n.erh. Perenise 55. n.erh. Ioane 72. erh. Erhöhungen: Stanley (2/4) Straftritte: Stanley (1/2) 4. Fa’apale (1/1) 79. | Bonney Field, Sacramento Zuschauer: 5.500 Schiedsrichter: JP Doyle (England) |

| 24. Juli 2015 19:00 PDT | Kanada | 18 : 28 | Tonga | Swangard Stadium, Burnaby Zuschauer: 3.468 Schiedsrichter: Federico Anselmi (Argentinien) |
| 24. Juli 2015 19:00 PDT | Versuche: Carpenter (2) 1. erh., 22. n.erh. Erhöhungen: McRorie (1/2) Straftritte: Underwood (1/1) 10. McRorie (1/1) 53. | Bericht | Versuche: Takulua (2) 35. erh., 67. n.erh. Katoa 44. erh. Erhöhungen: Morath (2/3) Straftritte: Morath (3/4) 17., 51., 57. | Swangard Stadium, Burnaby Zuschauer: 3.468 Schiedsrichter: Federico Anselmi (Argentinien) |

| 24. Juli 2015 20:00 PDT | Vereinigte Staaten                                                                  | 23 : 18 | Japan | Bonney Field, Sacramento Zuschauer: 11.000 Schiedsrichter: Luke Pearce (England) |
| 24. Juli 2015 20:00 PDT | Versuche: Durutalo 68. erh. Straftritte: MacGinty (6/7) 7., 19., 31., 56., 62., 65. | Bericht | Versuche: Yamada 39. n.erh. Holani 49. erh. Erhöhungen: Tatekawa (1/2) Straftritte: Tatekawa (2/3) 29., 37. | Bonney Field, Sacramento Zuschauer: 11.000 Schiedsrichter: Luke Pearce (England) |

| 29. Juli 2015 15:30 EDT | Vereinigte Staaten                                                                  | 19 : 33 | Tonga | BMO Field, Toronto Zuschauer: 9.600 Schiedsrichter: Alexandre Ruiz (Frankreich) |
| 29. Juli 2015 15:30 EDT | Versuche: Durutalo (2) 70. n.erh., 80. n.erh. Straftritte: Niua (3/4) 14., 47., 59. | Bericht | Versuche: Vainikolo (2) 5. erh., 65. erh. Veainu 52. erh. Erhöhungen: Morath (3/3) Straftritte: Morath (4/5) 17., 24., 37., 55. | BMO Field, Toronto Zuschauer: 9.600 Schiedsrichter: Alexandre Ruiz (Frankreich) |

| 29. Juli 2015 18:00 EDT | Fidschi | 27 : 22 | Japan                                                                                    | BMO Field, Toronto Zuschauer: 8.100 Schiedsrichter: Pascal Gaüzère (Frankreich) |
| 29. Juli 2015 18:00 EDT | Versuche: Cavubati 21. erh. Matavesi 25. erh. Talebula 28. erh. Erhöhungen: Matavesi (3/3) Straftritte: Matavesi (2/3) 19., 61. | Bericht | Versuche: Yamada 48. n.erh. Tui 68. n.erh. Straftritte: Gorōmaru (4/4) 5., 11., 17., 52. | BMO Field, Toronto Zuschauer: 8.100 Schiedsrichter: Pascal Gaüzère (Frankreich) |

| 29. Juli 2015 20:30 EDT | Kanada | 20 : 21 | Samoa | BMO Field, Toronto Zuschauer: 11.200 Schiedsrichter: Angus Gardner (Australien) |
| 29. Juli 2015 20:30 EDT | Versuche: Blevins 6. erh. Mackenzie 75. erh. Erhöhungen: Pritchard (2/2) Straftritte: Pritchard (2/4) 2., 12. | Bericht | Versuche: Perenise 43. erh. Taulafo 79. n.erh. Erhöhungen: Stanley (1/2) Straftritte: Stanley (3/3) 22., 63., 65. | BMO Field, Toronto Zuschauer: 11.200 Schiedsrichter: Angus Gardner (Australien) |

### Finalphase
Spiel um den fünften Platz
| 3. August 2015 14:00 PDT | Vereinigte Staaten                                                           | 15 : 13 | Kanada                                                                                      | Swangard Stadium, Burnaby Schiedsrichter: Alexandre Ruiz (Frankreich) |
| 3. August 2015 14:00 PDT | Straftritte: MacGinty (4/4) 10., 21., 24., 30. Dropgoals: MacGinty (1/1) 79. | Bericht | Versuche: Blevins 71. erh. Erhöhungen: Underwood (1/1) Straftritte: Underwood (2/3) 2., 44. | Swangard Stadium, Burnaby Schiedsrichter: Alexandre Ruiz (Frankreich) |

Spiel um den dritten Platz
| 3. August 2015 11:00 PDT | Tonga | 31 : 20 | Japan                                                                       | Swangard Stadium, Burnaby Schiedsrichter: Angus Gardner (Australien) |
| 3. August 2015 11:00 PDT | Versuche: Aulika 30. erh. Vainikolo 54. erh. Takulua 79. erh. Erhöhungen: Morath (2/3) 31., 80. Straftritte: Morath (4/5) 10., 34., 40., 60. | Bericht | Versuche: Tui 32. n.erh. Straftritte: Gorōmaru (5/6) 7., 16., 42., 48., 64. | Swangard Stadium, Burnaby Schiedsrichter: Angus Gardner (Australien) |

Finale
| 3. August 2015 16:30 PDT | Fidschi | 39 : 29 | Samoa | Swangard Stadium, Burnaby Schiedsrichter: Pascal Gaüzère (Frankreich) |
| 3. August 2015 16:30 PDT | Versuche: Nakarawa (2) 2. erh., 51. n.erh. Matawalu 20. erh. Murimurivalu 60. erh. Qera 62. erh. Erhöhungen: Matavesi (2/2) Volavola (2/3) Straftritte: Matavesi (1/2) 15. Volavola (1/2) 75. | Bericht | Versuche: Lam 43. erh. Autagavaia (2) 48. n.erh., 69. n.erh. Erhöhungen: Stanley (1/2) Straftritte: Stanley (4/4) 18., 24., 32., 53. | Swangard Stadium, Burnaby Schiedsrichter: Pascal Gaüzère (Frankreich) |

## Endergebnis
| Platz | Land               |
| ----- | ------------------ |
| 1.    | Fidschi            |
| 2.    | Samoa              |
| 3.    | Tonga              |
| 4.    | Japan              |
| 5.    | Vereinigte Staaten |
| 6.    | Kanada             |